# Giovanni Doria

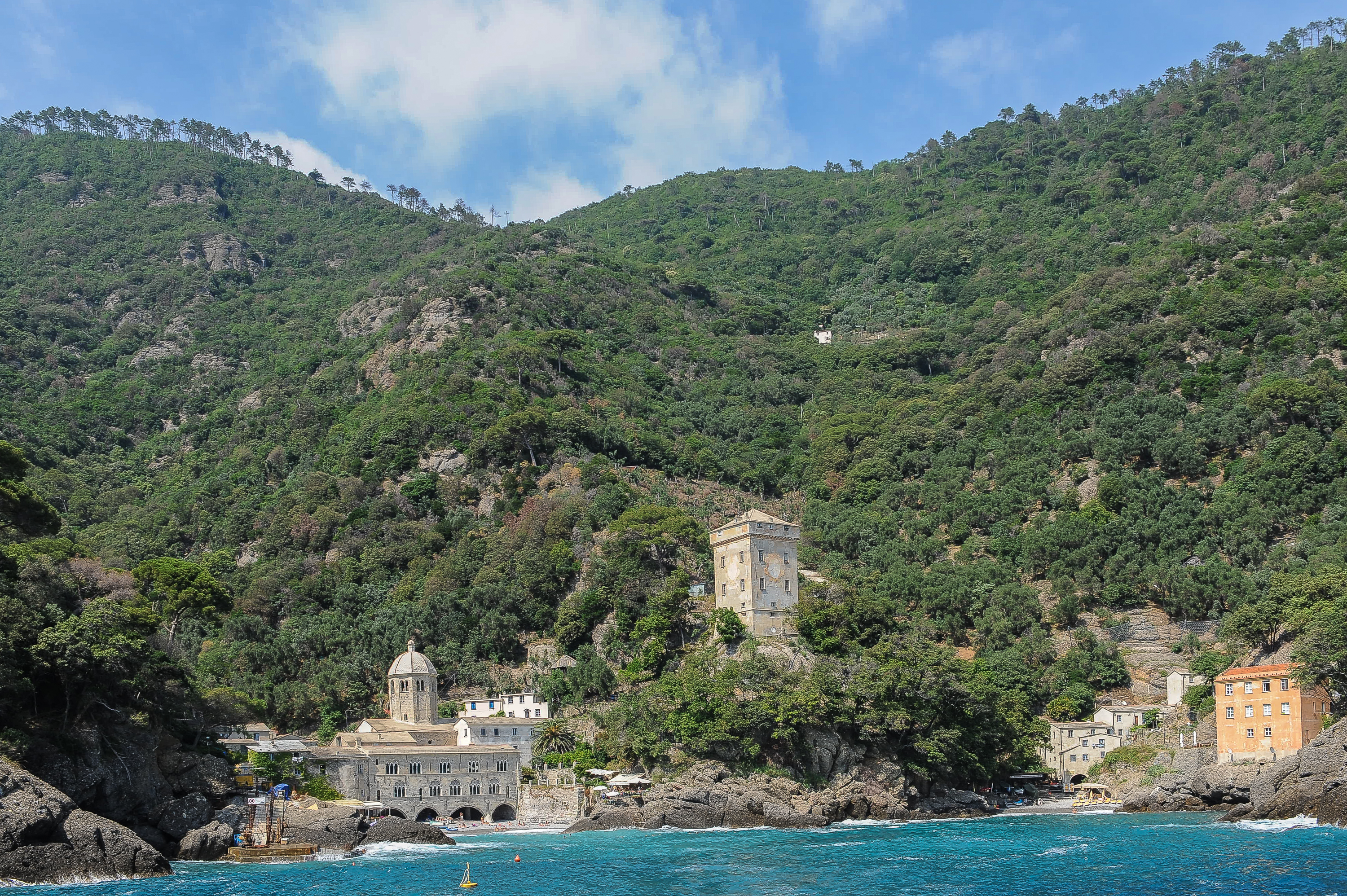
Abdij San Fruttuosa in Camogli nabij Genua. Leden van de familie Doria liggen hier begraven.

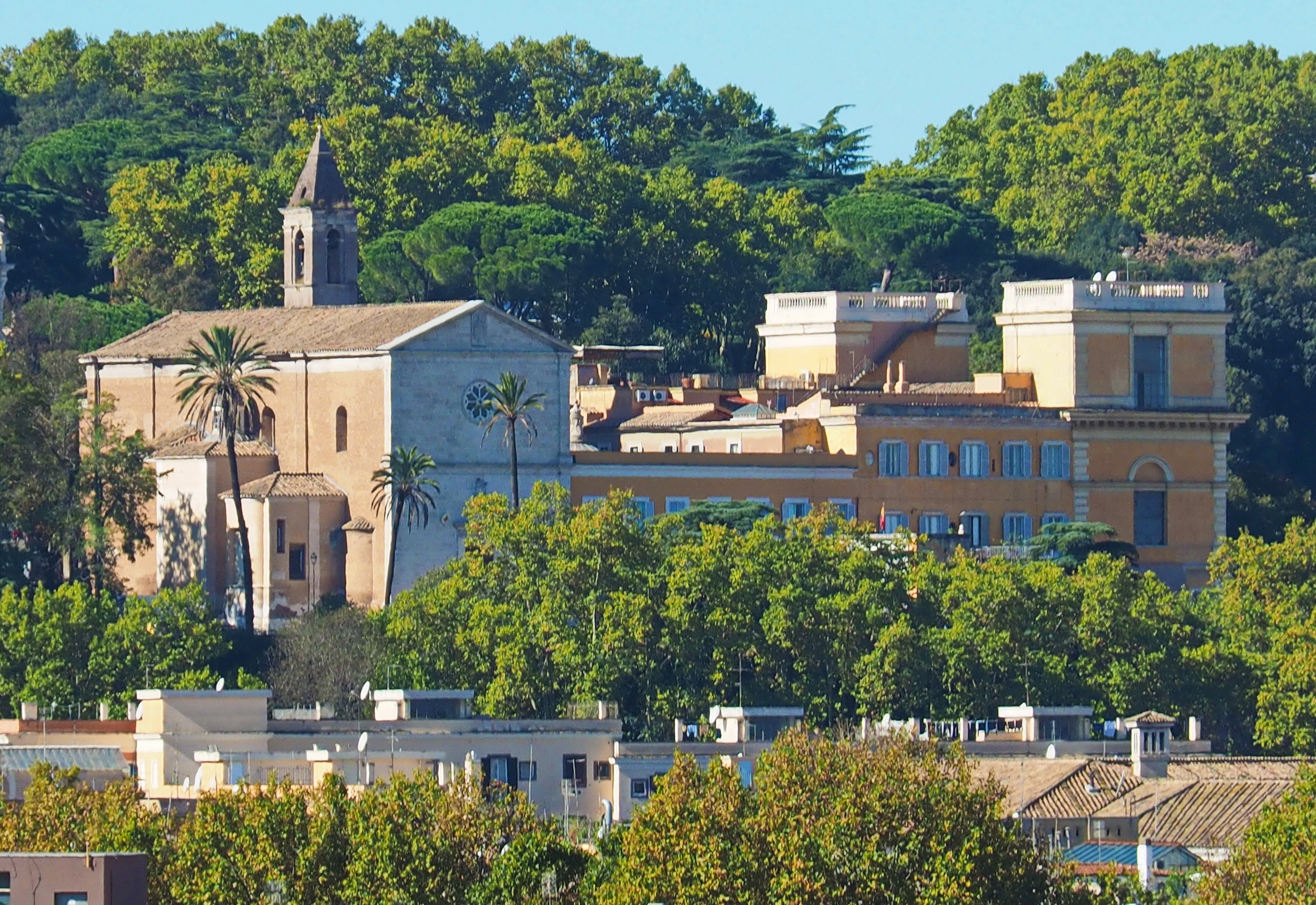
San Pietro in Montorio, zijn titelkerk in Rome

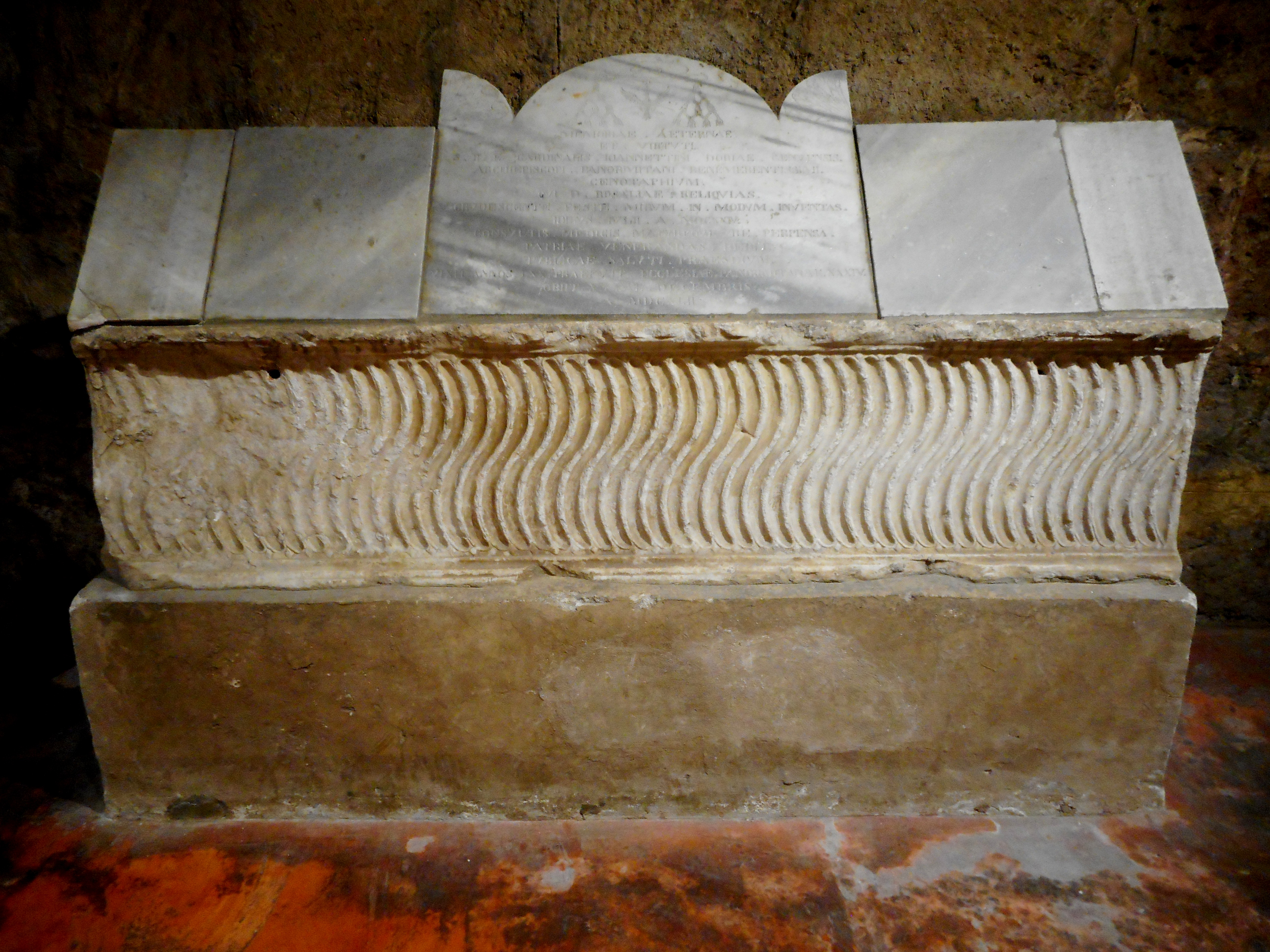
Zijn sarcofaag in de kathedraal van Palermo (Sicilië)

Giovanni of Giannettino Doria (Genua, 24 maart 1573 – Palermo, 19 november 1642) was een edelman uit de republiek Genua, kardinaal-aartsbisschop van Palermo en primaat van Sicilië (1608-1642).
Hij was in het Spaanse koninkrijk Sicilië viermaal president (Presidente di Sicilia) of regeringschef, waarvan de eerste drie keer ook nog stadhouder van Sicilië (Luogotenente del Regno di Sicilia) omdat er geen onderkoning was.

## Levensloop
Doria was een zoon van Giovanni Andrea Doria, naamgenoot, 6e prins van Melfi en prinses Zenobia Del Carretto. Hij groeide op in de republiek Genua, waar zijn familie een belangrijke invloed had op de handel. Om hem te onderscheiden van zijn vader kreeg hij de bijnaam Giannettino (of Jantje). De familie Doria kende voor hem en na hem enkele kardinalen. 
Hij studeerde filosofie en theologie in Spanje, waarbij bemiddelde vrienden van zijn vader zorgden voor de studies alsook voor toegang tot het Koninklijk Hof van Filips III, koning van Spanje. Filips III vroeg voor hem de kardinaalshoed aan in 1604. Zo verleende paus Clemens VIII Doria de rang van kardinaal-diaken in San Adriano al Foro in Rome. Tezelfdertijd werd Doria titulair abt van San Fruttuoso in Camogli. Dit was een benedictijnenabdij aan de Ligurische kust nabij Genua; familieleden van Doria hadden er hun graftombe. Deze abdij bezorgde Doria prebenden of inkomsten. De abdij is toegewijd aan de heilige Fructuosus van Tarragona.
In 1608 meende paus Paulus V dat Doria de toekomstige aartsbisschop van Palermo en alsdus primaat van het koninkrijk Sicilië moest worden. Hiertoe werd Doria coadjutor van Palermo met recht van opvolging; hulpbisschop Doria kreeg de bisschopswijding en was kort titulair aartsbisschop van Thessaloniki. In hetzelfde jaar 1608 stierf de aartsbisschop van Palermo zodat in 1609 Doria met een praalstoet ingehaald werd in Palermo als kardinaal-aartsbisschop. De praal kon niet verhullen dat Doria niet geapprecieerd werd bij de niet-Spaanstalige adel op Sicilië. Doria werd gezien als een pion van de Spaanse adel en ambtenaren alsook van de machtige Genuese Kamer van Koophandel in Palermo. De Genuezen hadden staatsconcessies op Sicilië bekomen die de handel, onder meer de zaken van de familie Doria, ten goede kwam.
Het conflict met de Sicilianen begon nog datzelfde jaar (1609) wanneer Doria de bisschop van Lipari en zijn familie voor de rechtbank wou brengen voor diefstal. Doria gaf het bevel dat het zilverwerk dat gestolen was, moest terugkomen; kloosterzusters werd uitdrukkelijk verboden dit zilverwerk te verstoppen op straffe van excommunicatie.

### Eerste regeerperiode (1610-1611)
Koning Filips III benoemde Doria tot zijn luitenant of stadhouder in Sicilië (1610). In afwezigheid van de onderkoning Pedro Téllez-Girón, hertog van Ossuna, was Doria de stadhouder (tot 1611). In opdracht van Madrid verbood hij de verkoop van een boek van de geestelijke Baronio. Deze man argumenteerde dat de Spanjaarden geen kerkelijke benoemingen mochten doen op Sicilië, en dit op basis van oude privilegies van het koninkrijk Sicilië. 
In 1611 kwam Doria in aanvaring met de Senaat van Messina die een autonome koers wilde varen. Doria liet enkele vooraanstaanden in Messina in de gevangenis gooien. Bij de aankomst van onderkoning Pedro Téllez-Girón maakte deze Doria’s beslissingen ongedaan en liet de gevangenen vrij. Doria verliet de regering (1611). Voor de Siciliaanse edelen was het duidelijk dat kardinaal-aartsbisschop Doria hen geen autonomie gunde.
Doria verbleef voor lange periodes buiten Sicilië. Hij vond onderdak in het prinsdom Melfi, bij zijn broer Andrea II, prins van Melfi. Terug in Palermo kreeg hij een proces aan zijn been van de barones van Partanna; deze kloeg bij de Raad van State aan dat Doria haar man onterecht had gevangen gezet. Dit proces, dat ophef maakte in Sicilië, sleepte uiteindelijk twee jaar aan.

### Tweede regeerperiode (1616-1616)
Na het vertrek van hertog Pedro Téllez-Girón was Doria nog enkele maanden stadhouder, in afwachting van de komst van de nieuwe onderkoning Francisco Ruiz de Castro.
Paus Urbanus VIII bevorderde Doria tot kardinaal-priester (1624). Diens titelkerk was voortaan de San Pietro in Montorio in Rome.
Teruggekomen uit Rome trof Doria onderkoning Emanuel Filibert van Savoye stervend aan, een van de vele slachtoffers van de pest (1624).

### Derde regeerperiode (1624-1626)
Filips III stelde, in afwezigheid van een onderkoning, Doria aan tot zijn stadhouder. Met alle mogelijke maatregelen liet kardinaal-aartsbisschop Doria de pestepidemie indijken (1624). Tegelijkertijd eiste de Romeinse Curie dat Sicilië voldoende graan inscheepte voor Rome, om de Romeinen zo te behoeden van hongersnood. Doria zocht naar oplossingen in deze sanitaire en economische crisis die Sicilië en vooral Palermo teisterde. In deze context startte hij met processies om de heilige Rosalia van Palermo te aanbidden. Dit initiatief kende veel succes. Doria kreeg voor het eerst bijval bij de Italiaanstalige Sicilianen omwille van zijn aanpak van de pest en de installatie van de Rosaliaprocessie.
In 1626 werd hertog Antonio Pimentel onderkoning van Sicilië. Doria verliet de regering. 
De laatste zestien jaren van zijn kerkelijk bestuur verliepen redelijk rustig. Niettemin stak de kwestie van de Spaanse benoemingen in kerkelijke ambten af en toe de kop op. In 1629 protesteerden Siciliaanse bisschoppen luid tegen het verbod op het boek van Baronio; ook de Romeinse Curie zag wel wat in het kortwieken van de Spaanse staatsbemoeienis in de kerkprovincie Sicilië. In Rome blokkeerden Spaanse kardinalen en de Spaanse ambassadeur, de graaf van Monterey, elk onderzoek naar de ‘Baronio kwestie’ in Palermo. Doria handhaafde verder het koninklijk verbod op verkoop van dit boek.

### Vierde regeerperiode (1639-1641)
In 1639 werd kardinaal-aartsbisschop Doria voor een laatste maal president van de Siciliaanse regering. Hij was geen stadhouder want er was een onderkoning in functie. Het was de regering van onderkoning en markies Francisco de Melo, de latere landvoogd der Zuidelijke Nederlanden. Doria had weinig te zeggen. Hij hield zich bezig met de problemen van de onderkoning van Sardinië, zijn neef prins Giovanni Andrea. De Sardijnen zagen met lede ogen de invloed van de Franse Kroon toenemen in de Tyrreense Zee. Doria hield zich dan ook meer bezig met de staatszaken van Sardinië dan van Sicilië.
Doria stierf in 1642 in zijn aartsbisschoppelijk paleis van Palermo. 
Zijn sarcofaag bevindt zich in de crypte van de kathedraal van Palermo. Zijn grafschrift vermeldt onder meer dat hij de relieken van Rosalia van Palermo vond crudescente peste terwijl de pest raasde.
Na zijn dood ontspon de processie van de heilige Rosalia zich tot een jaarlijks volksfeest in Palermo.